# Acrocephalus yamashinae
Acrocephalus yamashinae je vyhynulý druh ptáka z čeledi rákosníkovití (Acrocephalidae) a rodu Acrocephalus.

## Evoluce
Až do roku 2011 byli rákosníci žijící na Marianách klasifikováni jako jediný druh Acrocephalus luscinius (česky rákosník slavíkový). Na základě studie založené na analýzách mitochondriálního genomu nicméně vyšlo najevo, že evoluční historie pacifických rákosníků je podstatně složitější, což nabourává i tradiční pohled na jednotlivé druhy. Výsledky potvrzují mj. několikeré nezávislé kolonizace některých tichomořských souostroví, díky čemuž by byl rákosník slavíkový v původním smyslu nepřirozeným taxonem. V případě rákosníků ze souostroví Mariany výsledky podporují jejich rozdělení na až čtyři samostatné druhy, jedním z nich je pak Acrocephalus yamashinae.

## Popis
Rákosník Acrocephalus yamashinae se vzhledem podobal rákosníkovi slavíkovému, ačkoli měl matnější peří s výraznějšími hnědými odstíny. Dosahoval velikosti asi 17 cm. Ocas byl téměř čtvercový, zobák mnohem kratší a zakřivenější než u rákosníka slavíkového.

## Biologie a vyhubení
Šlo o endemitní druh mokřadních stanovišť na vulkanickém ostrově Pagan v souostroví Mariany. Jeho vyhubení bylo důsledkem vícera příčin, mezi než lze zařadit vysoušení bažin, vliv nepůvodních býložravců na vegetaci, predaci ze strany zavlečených predátorů i zvýšené využívání půdy americkou armádou. Roku 1981 ostrov postihla sopečná erupce, v jejímž důsledku byly zničeny poslední zbytky vhodných stanovišť, ačkoli rákosník mohl z výše uvedených příčin vyhynout již dříve. Mezinárodní svaz ochrany přírody (IUCN) hodnotí tohoto rákosníka jako vyhynulý druh a přiklání se k tomu, že poslední spolehlivá pozorování pocházejí ze 60. let.